# Eunicella palma
Eunicella palma är en korallart som först beskrevs av Eugen Johann Christoph Esper.  Eunicella palma ingår i släktet Eunicella och familjen Gorgoniidae. Inga underarter finns listade i Catalogue of Life.